# Mocajuba
Mocajuba est une municipalité brésilienne située dans l'État du Pará.